# Io, Agata e tu
Io, Agata e tu era un programma televisivo di varietà trasmesso nel 1970; andò in onda il sabato sul Programma Nazionale in prima serata dal 14 marzo all'11 aprile per 4 puntate complessive. Era condotto da Nino Ferrer, Nino Taranto, Raffaella Carrà e Norman Davis, con la partecipazione di Isabelle De Valvert nel ruolo di "Agata". Gli autori del programma erano Dino Verde e Bruno Broccoli mentre la regia era di Romolo Siena e l'orchestra era diretta da Enrico Simonetti.
Il titolo della trasmissione prendeva spunto da una canzone omonima, prima interpretata da Nino Taranto e poi riportata al successo da Nino Ferrer; nel programma si instaura così una rivalità scherzosa tra i due artisti, che si contendono "Agata". La trasmissione presentava sketch comici, canzoni, musiche e balletti. Prima della sigla iniziale, Nino Ferrer cantava una canzone dedicata ai bambini. Il programma mise in luce le doti di Raffaella Carrà, che pochi mesi dopo sarebbe stata chiamata a condurre Canzonissima insieme a Corrado.